# 渋谷TOEI

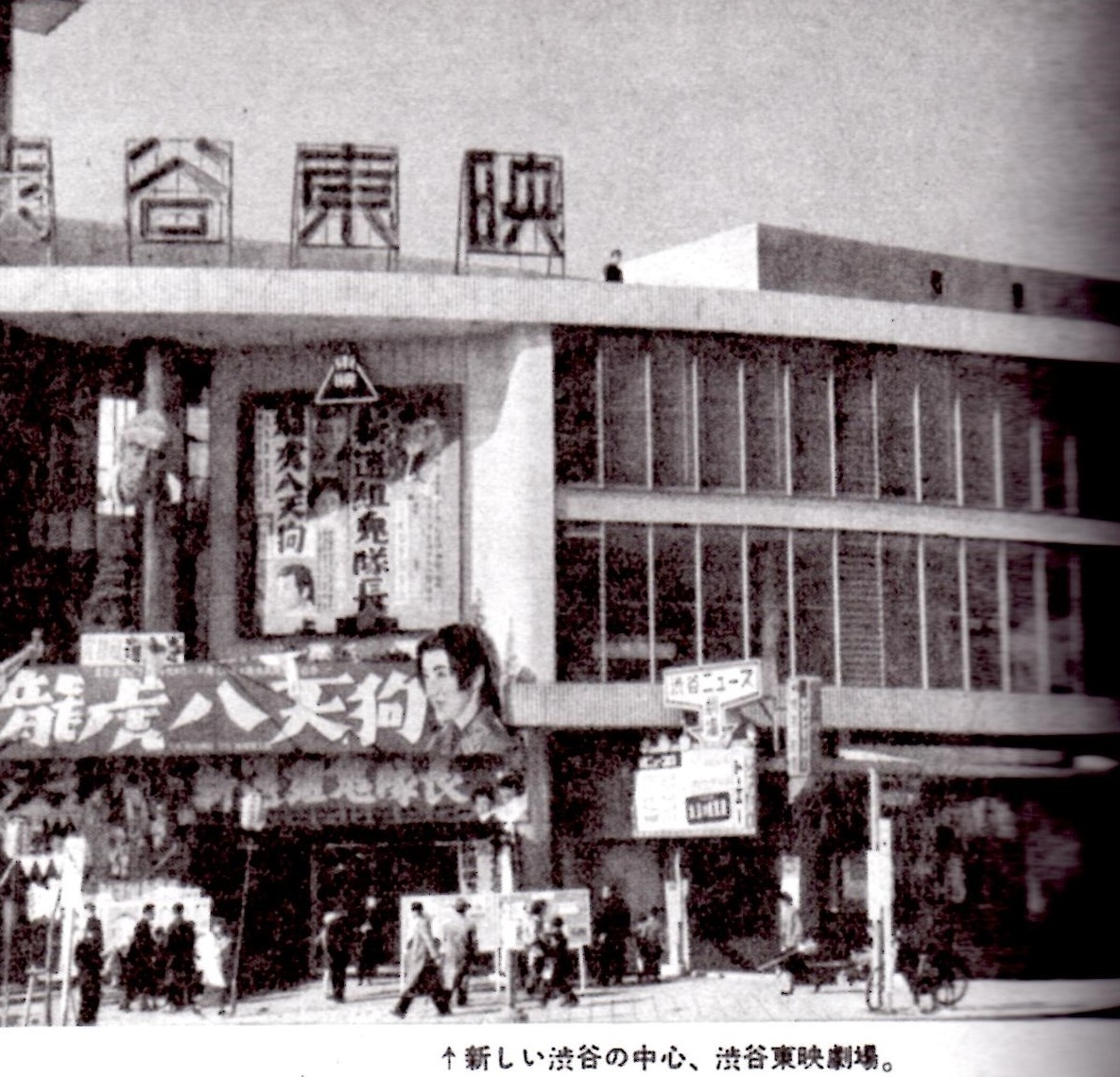
『龍虎八天狗』（監督丸根賛太郎）『新選組鬼隊長』（監督河野寿一）上映時の渋谷東映（1954年11月撮影）

渋谷TOEI（しぶやとうえい）は、東京都渋谷区渋谷1丁目（宮益坂下交差点角）に所在する渋谷東映プラザ内にあった映画館。東映の直営劇場だったが、2022年（令和4年）12月4日の営業を以って閉館した。なお、当館が入居していたビルである「渋谷東映プラザ」についても併記する。

## 概要
1953年（昭和28年）11月18日、「渋谷東映」および「渋谷東映地下」の名称で、東映初の直営劇場としてオープン。開館番組は、東映初のオールカラー作品で片岡千恵蔵主演の時代劇映画『日輪』（渡辺邦男監督）であった。1963年9月1日、「渋谷東映地下」は「渋谷東映パラス」に改称された。
1966年（昭和41年）7月1日からの一時期『渋谷東映パラス』は、『渋谷松竹』に改称して、東映経営下でありながら松竹の邦画作品を上映していた。
1990年（平成2年）9月14日、再開発のため両館とも閉館し、1993年2月20日、その跡地に建設された渋谷東映プラザの7階に「渋谷東映」（定員407人+車イス3人）、9階に「渋谷エルミタージュ」（定員299人+車イス3人）がオープンした。2004年（平成16年）10月15日には、それぞれ「渋谷TOEI①・②」と改称された。2014年夏には座席を交換するリニューアルが行われ、各館定員が減少しシートピッチが拡大した。
2010年6月19日より、全席指定・定員入替制を導入。このため、前売券・株主優待券などのチケットは、当日券（日時指定券）に引き換えてから入場するシステムとなった。

### 閉館
2022年12月4日の営業を最後に閉館。シネマコンプレックスの増加で新宿や六本木の映画館に集客力で及ばなくなったことに加え、新型コロナウイルスの感染拡大の影響も重なり一層の集客減となったことを要因としているほか、渋谷駅周辺の再開発で街の構図や人の流れも変わっていき、時代の流れとして節目を迎えたことも挙げている。当館の閉館後、渋谷方面の東映系作品上映は同年12月3日封切の『THE FIRST SLAM DUNK』からTOHOシネマズ渋谷へと集約されている。
閉館後の2023年、Bunkamuraの再開発に伴って休館したBunkamuraル・シネマが当館跡地に移転、同年6月21日より「Bunkamuraル・シネマ 渋谷宮下」としてオープンした。

## 歴史
- 1953年11月28日：「渋谷東映」および「渋谷東映地下」として開業[7][3]。
- 1963年9月1日：「渋谷東映地下」を「渋谷パラス」に改称[3]。
- 1990年9月14日：再開発のため一時閉館[3]。その間東映作品は渋谷東急3（東急文化会館内）で代替上映される。
- 1993年2月20日：渋谷東映プラザが竣工[3]。7階に「渋谷東映」（邦画系）、9階に「渋谷エルミタージュ」（洋画系）が入居し再オープン。
- 2003年：東急文化会館の閉館に伴い、渋谷エルミタージュの運営が東急レクリエーションに委託される（2010年6月まで）。
- 2004年10月15日：館名を「渋谷TOEI①・②」に改称[3]。
- 2022年12月4日：営業終了[7][3][2]。最終上映作品はシニア層からリクエストが多かった『鉄道員』と、全国の直営劇場の中で興行収入第1位を記録した『バトル・ロワイアル』[14]。

## 各館の特徴
いずれもTOP&カード提示割引の加盟店だったが、上述の経営変更に伴い2010年6月18日をもって提携終了した。

### 渋谷TOEI1
- 定員272人（うち車いす席2）

丸の内TOEIと並ぶ東映系のチェーン・マスター的存在で、東映作品の上映が主であったが、東映作品の新規公開作がない時期などは、渋谷地区に上映館を持たない松竹作品などが例外的に上映されることがあった。2014年9月6日リニューアル。

### 渋谷TOEI2
- 定員191人（うち車いす席2）

開業当時の館名は『渋谷エルミタージュ』。当初は丸の内シャンゼリゼ（現・丸の内TOEI2）とチェーンを組みミニシアター向きの作品を中心に上映していたが、間もなくしてみゆき座（東宝洋画）系に転向。2003年6月に東急文化会館が閉館して以降は東急レクリエーションに経営が譲られ、丸の内ルーブル系の作品を中心に上映していたが、2010年6月19日に東映の直営館に復帰。丸の内TOEI2系列の映画作品や独自系列の作品の上映を行っていた。2014年8月23日リニューアル。

## 渋谷東映プラザ
| フロア          | 入居施設                                                                           | 備考                                                                                                  |
| --------------- | ---------------------------------------------------------------------------------- | --- |
| 11階            | BEAUTY SKIN CLINIC                                                                 | 医療脱毛クリニック                                                                                    |
| 7・9階          | Bunkamura ル・シネマ渋谷宮下                                                       | 2022年12月4日以前については上記参照。                                                                 |
| 6階             | カラオケ ビッグエコー 渋谷宮益坂口駅前店 楽蔵うたげ 渋谷駅前店 鮮や一夜 渋谷駅前店 | カラオケ店 居酒屋                                                                                     |
| 1・2・3・4・5階 | ビックカメラ渋谷東口店本館                                                         | |
| 2階             | 日本マクドナルド渋谷東映プラザ店                                                   | 2009年には1日の店舗売上高が同社創業以来過去最高を記録したこともある。                                 |
| 1階・地下1階    | タイトーステーション渋谷店                                                         | 同社直営のゲームセンター。ビル竣工時から営業し、「タイトーステーション」の名前を冠した第1号店である。 |

かつてのテナント
- あおぞら銀行渋谷支店 - 6階で営業していたが、2013年2月25日に住友不動産青山通ビル8階に移転した[18]。